# أغنية الجليد والنار
أغنية الجليد والنار (بالإنجليزية: A Song of Ice and Fire) هي سلسلة من الروايات الخياليّة الملحميّة من كتابة المؤلف الأمريكي جورج ر. ر. مارتن. بدأ بكتابة الجُزء الأوّل منها في عام 1991 ونُشرت في عام 1996. وقد صدر منها 5 أجزاء ويهدف جورج لإيصالها لـ7، وقد لمّح كذلك أنه من الممكن أن تمتدّ السلسلة لجُزءٍ ثامن. الجدير بالذكر أن الجزء الخامس من السلسلة استغرق منهُ 5 سنواتٍ لكتابته قبل نشره في 2011. حاليّاً يعمل على كتابة الجُزء السادس الذي سيحمل عنوان رياح الشتاء.
تدور أحداث الروايات في قارّتين خياليتين هما ويستروس وإيسوس في نهاية صيف طويل جداً. تروي الفصول قصّة الأبطال من منظورهم الشخصي. بالإضافة لوجود ثلاث مسارات سائِدَة للقصة هي: حرب العائلات النبيلة في قارة ويستروس للسيطرة عليها، والتهديد المتزايد من الحدود الشماليّة، ومساعي دنيرس تارجاريان ابنة الملك المنفية لاستعادة عرش أجدادها المسلوب.
استلهم مارتن قصّته من حرب الوردتين التي دارت على مدار ثلاثِ عقودٍ حول الأحق بكرسي العرش في إنجلترا بين عائلة لانكاستر ويورك، واستلهمها كذلك من سلسلة الروايات التاريخية الملوك الملعونون لمؤلّفها موريس دريون. وتلقّى جورج مديحاً من النُقّاد لرواياته وعبقريته في خلط موضوعات الرواية وتصويره للمرأة والدين وخلط العالم الواقعي بالسحري. كما مدحوا أسلوبه والتنوّع في أحداث الرواية والإثارة التي تقع في نفس القارئ. ولكنهم أيضاً ذمّوا كثرةَ استخدام الجنس والعُنفَ واللاأخلاقيات في سلسلته.
نالت السلسلة شُهرةً عالميّة وَصَل عدد مبيعات السلسلة لأكثر من 24 مليون نُسخة في أميركا الشماليّة وحدها بحلول سبتمبر 2013. وتُرجمت لأكثرَ من 45 لُغة، وصدر الجزء الأول لعبة العروش بالعربية عن دار التنوير للنشر للمترجم هشام فهمي في أواخر عام 2015، وصدر الجزء الثاني أواخر عام 2016 تحت عنوان صدام الملوك ويتوقع صدور الجزء الثالث بعنوان عاصفة السيوف في خريف 2017 . وقد تصدّر الجزء الرابع والخامس قائمة نيويورك تايمز لأفضل الكُتب مبيعاً. واستُمدّت الكثير من الأعمال الأخرى على هذه السلسلة، فقد أُنتجَ مُسلسلٌ تلفزيونيّ يحمل اسم صراع العروش مبنيّ على الروايات، وثلاثُ روايات فرعيّة من تأليف جورج نفسه، ولعبة ورقيّة ونرديّة، ولعبة فيديو صدرت 2015، ومجموعة قصص مصوّرة.

## مُلخّص الأحداث
تقع أحداث السلسلة في قارّتين خياليتين هما ويستروس وإيسوس في نهاية صيف طويل جداً أمتدّ لعقد قبل بداية أحداثِ الجُزء الأوّل، وقد وُحّدت الممالك السَبع في قارّة ويستروس تحت راية آل تاجاريان. تبدأ أحداث الرواية الأوّلى لعبة العروش بعدَ 15 عاماً من مقتل آخر حُكّام آل تاجاريان ونفي ذُرّيته إلى القارة إيسوس، وتنصيب روبرت براثيون حاكِماً للممالك السَبع، وهناك ثلاث مسارات أساسيّة وسائدة في الروايات:
المسار الأوّل من القصّة يحكي الصراعَ على سُلطةِ العرش الحديدي القائمَ بعد وفاة اللورد جون آرين الذي كان يشغل منصب «يد الملك» خلال حكم الملك روبرت براثيون، هذا الأخير يتوجه إلى وينترفيل ليقنع صديقه القديم حاكم الشمال نيد ستارك باستلام منصب يد الملك ومساعدته على إدارة شؤون البلاد، يقبل ستارك ويمضي معه إلى العاصمة كينجز لاندنج ويباشر مهامه لكنه يصطدم بعقبات وعراقيل يحيكها ضده أفراد عائلة لانيستر قبل أن يتدبروا وسيلة للتسبب في وفاة الملك روبرت، حيث يستلم جوفري ابن روبرت الحُكمَ بعده بدعم من عائلتة والدته آل لانستر ويعيث في الأرض الفساد. اللورد إدارد ستارك يَد الملك الأوّل يقومُ بالبحث حول حقيقة وفاة روبرت براثيون فيكتشفُ أنّ جوفري وإخوته أولادُ زِنا من والدته سيرسي لانستر وشقيقها جايمي لانستر وينتشر الخبر في أرجاء ويستروس فيعُدم إدارد بتُهمةِ الخيانة. فتبدأ بعضُ المناطق بالانفصالِ عن المملكة حيثُ يُعلن الابن الأكبر لإدارد ستارك ويُدعى روب ستارك بانفصاله وأنه ملك الأراضي الشماليّة، بالإضافة إلى بالون جرايجوي الذي أسس مملكةً مُستقلّةً في منطقته في جُزر الحديد، وقد سُمّيت تلك الأحداث بحرب الملوك الخمسة في الرواية الثانية صدام الملوك.
يحكي المسار الثاني الأحداثَ الواقعة في الشّمالِ حيثُ المناطقُ هناك دائماً مُثلجة، هناك جدار في الشمال حمى ويستروس لأكثرَ من ثمانية آلاف سنة حماها من الآخرين. عند الجدارِ الشماليّ هُناك ما يُعرف بحرس الليل ومهمّتهم هي حماية القارة ويستروس من أيّ هجومٍ من قِبَلِ الهمج الذين يعيشون بحريّة هُناك. تُسلَّطُ القصة في الجدار على جون سنو وهو ابن إدارد ستارك الغير شرعي والذي انضمّ إلى الحرس بعد ما كانَ يعيشُ في قلعة وينترفل.
يتتبّع المسار الثالث قصّة دنيرس تارجارين ابنةَ الملك المقتول وآخر سلالةٍ من آل تاجارين، حيثُ تُحاول استرداد العرشِ المسلوبِ منها وذلك بشرائها جيشاً من العبيد المخصيين بالإضافة إلى ثلاثةِ تنانين أُعطِيَتهم كهديّة لزفافها وزواجها من كال دروغو قائدِ قبيلة الدوثراكي.

## تاريخ النشر

### نظرة عامّة
تُرجمت السلسلة لأكثر من 30 لُغة. وصدر الجزء الأول لعبة العروش بالعربية عن دار التنوير للنشر للمترجم هشام فهمي في نهاية عام 2015، وستصدر النُسَخ العربيّة تِباعاً. وقد صدرَ حتّى الآن 5 أجزاء من السلسلة، ومن المتوقّع صدور الجزء السادس قريباً.
| # | العنوان          | عدد الصفحات | عدد الفصول  | مُدّة الكتاب الصوتي | تاريخ النشر الأوّل | تاريخ النشر العربي |
| - | ---------------- | ----------- | ----------- | ----------------- | ----------------- | ------------------ |
| 1 | لعبة العروش      | 704         | 73          | 33سـ و53د         | أغسطس 1996        | 15 نوفمبر 2015     |
| 2 | صدام الملوك      | 768         | 70          | 37سـ و17د         | فبراير 1999       | 15 نوفمبر 2016     |
| 3 | عاصفة السيوف     | 992         | 82          | 47سـ و37د         | نوفمبر 2000       | 21 يناير 2018      |
| 4 | وليمة للغربان    | 753         | 46          | 31سـ و10د         | نوفمبر 2005       | ديسمبر 2018        |
| 5 | رقصة مع التنانين | 1056        | 73          | 48سـ و56د         | يوليو 2011        | يوليو 2020         |
| 6 | رياح الشتاء      | لم تصدر بعد | لم تصدر بعد | لم تصدر بعد       | لم تصدر بعد       | لم تصدر بعد        |
| 7 | حلم بالربيع      | لم تصدر بعد | لم تصدر بعد | لم تصدر بعد       | لم تصدر بعد       | لم تصدر بعد        |

### الأجزاء الثلاث الأولى

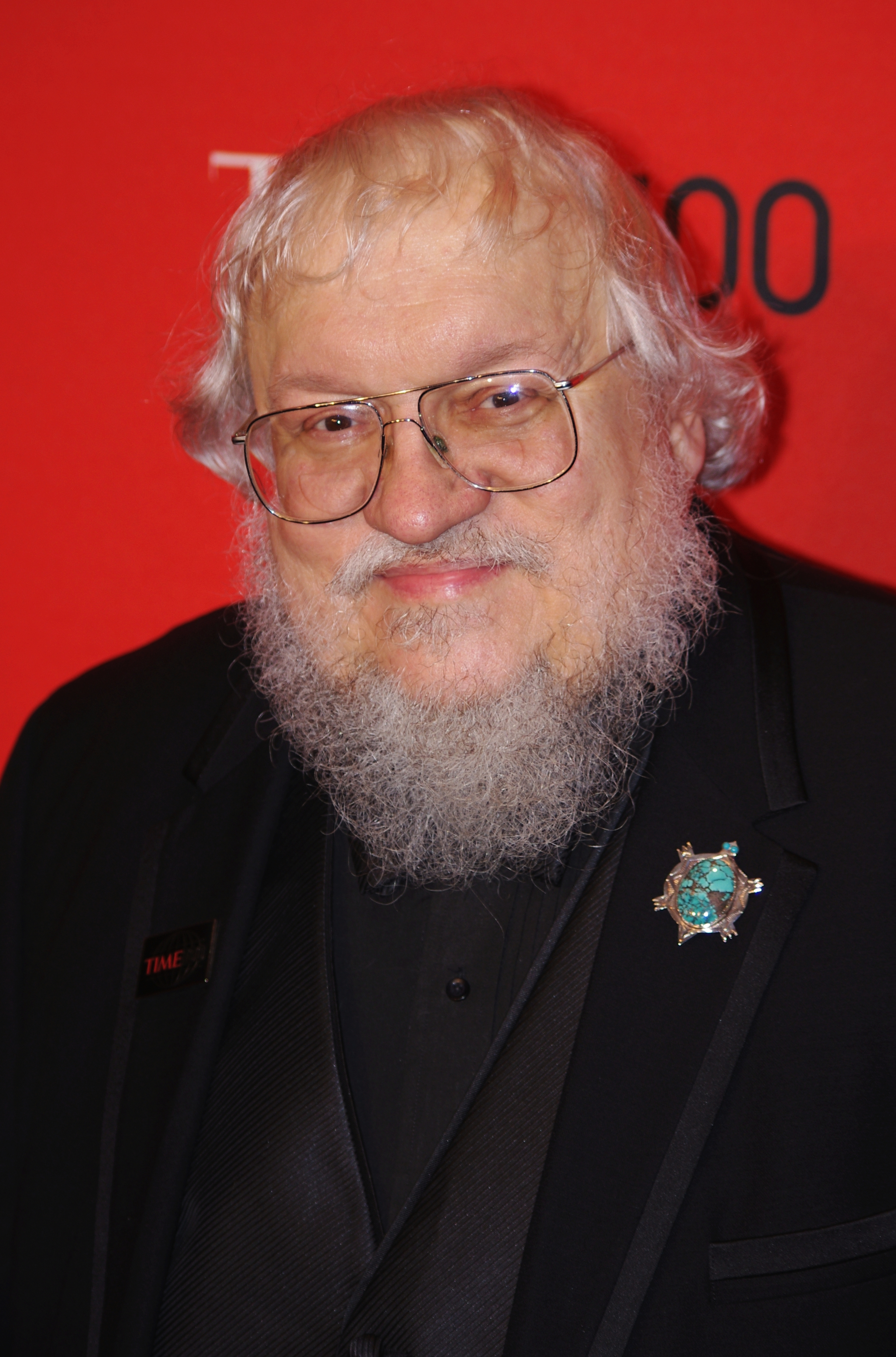
جورج مارتن كاتب السلسلة في 2011

كَتَبَ جورج مارتن عدداً من الروايات الفنتازيّة وشارك بأعمالٍ تلفزيونيّة قبل بدء كتابته للسلسلة. وقد نَشَر أولى قصصه القصيرة في 1971 وأولى رواياته في 1977. وبحلول عقد التسعينات فازَ بثلاثِ جوائز من جوائز هوغو. وبعد نشره للعديد من الروايات لاقت روايته الرابعة فشلاً من حيث المبيعات وشعر أن مسيرته ككاتب تدمّرت فاعتزل الكتابة لفترة وانتقل للعمل على البرامج التلفزيونية في منتصف الثمانينات. وقد عَمِلَ على مسلسلي The Twilight Zone والجميلة والوحش حتّى 1990. وقد كَتَب حلقةً تجريبيّة لمسلسله الخاص وسيناريو لفيلم أيضاً ولكنّه باء بالفشل ولم يرَ النور، إذ أن ما كَتبه يحتاج ميزانيّة كبيرة وعددٌ من الشخصيّات ومشاهد المعارك تحتاج لإعدادٍ ضخم. دَفَع هذا الأمر جورج للعودة للكتابةِ مُجدّداً بدون القلق حول الميزانيّة والتكلفة إذ أن الخيالَ لا حُدود له. وبسببِ قراءته وإعجابه بأعمال تولكين في صغره، فقد أراد كِتابةَ قصّةٍ خياليّة ملحميّة كـ سيّد الخواتم بدون وجود أي فكرةٍ معيّنة في رأسه.
في صيف عامِ 1991 بدأ مارتن بكتابةِ روايةٍ خياليّةٍ جديدة باسم Avalon، وبعد إنهائه كتابةَ ثلاث فصول واتته فكرةُ قصّة حول فتى يرى رجالاً مقطوعي الرؤوس ويعثُر على ذئابٍ رهيبة وسط الثلوج، تلكَ البذرة أصبحتْ فيما بعد الفصلَ الأوّل من صراع العروش. بعدَ رمي Avalon جانباً بدأ مارتن بالكتابة من جديدٍ حول هذا الفتى، وقد انتهى من كتابةِ ذاك الفصل الصغير خلالَ أيّام الذي استمرّ ليُصبحَ قصّة طويلة جدّاً. بعدَ كِتابته لعدّة فصول، قرّر أن قصّته ستكون خياليّة في عالمٍ خيالي. وبدأ برسم الخرائط والتضاريس. ثُمّ انقطع عن كتباته تلك لفترة للعملِ على مُسلسل Doorways الذي لم يرَ النورَ ولم يُعرض أبداً.
في عامِ 1994 أعطى جورج وكيله كيربي ماكولي أولى مئتي صفحة وصفحتان إضافيّتان لتسلسل الأحداث باختصار يُلخّص فيها ثُلاثيّته الروائية، وبعد أن فَشِلَ مارتن بتقليص عدد صفحاتِ قصّته لـ1400 صفحة أدرَكَ أنّها ستكون عبارة عن عدّة رواياتٍ طويلة أكثر من مجرّد ثلاثيّة بين الـ4 والـ6 روايات طويلة. ولأنه يُحبُ الغموض سمّى سلسلته بـ أغنية الجليد والنار لتجذب قارئها، ويَقصِدُ بذلك الاسم معنىً مجازيّ وهو الصراع بين الثلج وهم الموتى السائرون والنار وهم التنانين، في حين أنّ كلمة أغنية ظهرت في عددٍ من رواياته بسبب هوَسِه بالأغني مثل رواية أغنية من أجل ليا ورواية أغاني النجوم الظلال. حينَ أنهى جورج النُسخةَ الأوليّة من لعبة العروش كانت عبارة عن 1088 صفحة بدون حِسابِ الملاحق والتذييلات. وقد نُشرت في أغسطس 1996 بعدد صفحات 704. حينَها كَتَب المؤلف روبرت جوردان مؤلف سلسلة عجلة الزمن مَدحَاً للرواية مما أدى إلى انتشارها بسرعة بين القُرّاء بوقت قصيرٍ نسبيّاً. ثُم صدرت بعدها رواية قصيرة باسم دماء التنين مبنيّة على فصول دنيرس في لعبة العروش، وفازت بجائزة هوغو لعام 1997 باعتبارها أفضل رواية قصيرة.
الـ300 صفحة التي حُذفت من لعبة العروش أضافها مارتن لتكون بدايةَ صدام الملوك. وقد نُشرت في فبراير 1999. والنُسخة الأوّليّة منها كانت 1184 صفحة. وهو الكتابُ الأوّل من السلسلة الذي يوضع بقائمة أعلى المبيعات، حيثُ حقّق المرتبة الثالثة عشر في قائمة نيويورك تايمز في 1999. وبعد النجاح الذي حققته سلسلة أفلام سيّد الخواتم تلقّى مارتن أولى طلبات المنتجين والمخرجين لشراء حقوق السلسلة.
بعد شهورٍ قليلَة، أصدَر مارتن روايته الثالثة من السلسلة ذات اسم عاصفة السيوف. النُسخة الأوّليّة منها كانت 1521 صفحة بدون الملاحق. مما سبّب كثير من المشاكل مع دور النشر. نشرت دار كتب بانتام الرواية في النهاية في نوفمبر 2000 بمجلّد واحد. بينما قُسّمت في بعض الترجمات والنُسخ الأُخرى إلى جُزئين وثلاثة بسبب طولِها. وقد حقّقت المرتبة الـ12 في قائمة أعلى المبيعات في نيويورك تايمز.

### الجُزء الرابع والخامس وسد الفجوة الزمنية
بعدَ الأجزاءِ الأولى أعتقدَ مارتن أنّ سلسلته سيُضاف إليها فقط ثلاثُ أجزاءٍ أُخر. وقد وضَع مبدئيّاً اسم الرقص مع التنانين ليكون الجُزء الرابع والذي يُركّز على دنيرس تارجاريان وعودتها لقارة ويستروس والصراعات المُتعلّقة بها. وكان من المقرر أن تَكونَ أحداثُ رقصة مع التناين بعد خمس سنوات من عاصفة السيوف وذلك لكي تَكبُر دنيرس الفتاة الصغيرة وليكبروا تنانينها أيضاً، وكان مُتفائلاً بكون الرواية ستصدر في الربع الأخير من 2002. إلّا أن الفجوة الزمنية تلك لا تسير جيّداً مع كل الشخصيّات، فمن ناحية كان مارتن غير راضٍ عن تغطية الأحداث خلال تلك السنوات وتعريف القارئ ما حدث خلالها من خلال الاسترجاع الفني، ومن ناحية أخرى فكّر أنه من الغير المعقول أن تَمُرَّ خَمسُ سنوات ولم يحدث شيء. وبعدَ عامٍ من عَمَله عليه أدرك أنه يحتاج لجُزءٍ قبله ليكتمل، فعمل عليه وسمّاه بـِ وليمة للغربان. وقعت أحداث وليمة للغربان مباشرةً بعد نهاية أحداث عاصفة السيوف، وألغى مارتن فكرة النقلة الزمنيّة بالكامل. مقدمة الرواية الرابعة ذات الـ250 صفحة تضمّنت شخصيات جديدة من دورن وجُزر الحديد، مما يعني أن القصّة توسّعت أكثر وزادت الحبكة والمؤامرات فيها.
اتفقَ مارتن مع الناشرين أن الجُزء الجديد سيكونُ أقصر من سابقه. في النهاية النُسخة الأوّليّة من وليمة للغربان تجاوزت طول الجُزء السابق. وقد ترددَ مارتن بأن يحذفَ شيئاً منها لتصلَ للمقدار الذي اتفق عليه من ذار النشر إذ أنها ستُؤثّر في القصّة، واقد اقترحوا عليه مازحين أن يُصغّروا الخط ويعطوا القُرّاء عَدَسة مٌكبّرة للقراءة. ورفض أيضاً اقتراحهم بتقسيم الرواية لجُزئين أو ثلاثة. ومع انتشار الروايات حول العالم، اقتَرح عليه بعض المتابعين تقسيم رواياته بناءً لموقعهم الجُغرافي لمجلّدين اثنين، تكون وليمة للغربان أولاهما. بهذه الطريقة يستطيع مارتن إكمال الحبكات التي لم تكتمل بدون الضغط عليه من قِبل الناشرين لتقليص حجم الرواية. وهكذا، نقل مارتن الشخصيّات التي لم تنتهي قصّتها بعد مُتضمّنة بذلك شخصيّات قارة إيسوس والشمال للكتاب الخامس رقصة مع التنانين، وأبقى وليمة للغربان لتُغطّي بقية الأحداث في ويستروس بما في ذلك كينغز لاندينغ، وأراضي الروافد، ودورن، وجزر الحديد. كِلا الجُزئين يبدآن مباشرة بعد انتهاء عاصفة السيوف.
في النهاية، نُشرتَ وليمة للغربان في أكتوبر 2005 في المملكة المُتحدة، وفي نوفمبر 2005 في الولايات المتحدة. وقد اعتلت حالاً قائمة أفضل المبيعات في نيويورك تايمز. وقد لقّبه ليف غروسمان وهو أحد الناقدين في مجلة تايم بأنّه «تولكين الأمريكي». ومع ذلك، أُصيف القُرّاء والنقاد على حدّ سواء بخيبة أمل بسبب عدم معرفتهم لمصير شخصيّاتهم المفضلة التي لم تُكتَب في وليمة للغربان. ومع انتهاء نصف الجزء الخامس مسبقاً في ذلك الحين، ذكر مارتن في خاتمة الجزء الرابع للقُرّاء أن الجزء الخامس سيصدر السنة المقبلة. ومع ذلك، ظلّ مارتن يؤجّل إصدار الرواية مراراً وتكراراً. وفي ذلك الوقت في 2007، حصلت قناة اتش بي او على حقوق تحويل الروايات لمُسلسل تلفزيونيّ، وبُثّت أولى حلقاته في أبريل 2011، قبل إصدار الرواية الخامسة أيضاً. وأخيراً بعدَ ستّ سنواتٍ من الكِتابة نُشرت الرقص مع التنانين في يوليو 2011. وكان طول النُسخة الأوّليّة منها 1600 صفحة. وبذلك تكون أطول رواية في السلسلة، وأكثر رواية استغرقت وقتاً في الكتابة. يبدأ الجزء الخامس بعد انتهاء الجزء الثالث، ووتجاوز أحداث الرواية الجزء الرابع بعد حوالَي ثُلثََي الكتاب.

### الأجزاء اللاحقة
يعتقد مارتن أن الجُزئين المُتبقيين ستكون نُسخَهما الأوليّتين أكثر من 1500 صفحة. الجُزء السادس سيكونُ اسمه رياح الشتاء. أما الجزء السابع الأخير أخبرَ مارتن أنه سيحمل عنوان وقت الذئاب ولكنّه غيّره في 2006 إلى الاسم المُعتمد حاليّاً حلم بالربيع. وقال مارتن في 2012 أن الجُزئان المتبقيان سيصلان بالقارئ لأبعد مما يتخيل، وبأن المخلوقات السحرية بما فيهم السائرين البيض سيظهرون.

#### رياح الشتاء
في منتصف 2010 كان مارتن قد أنهى بالفعل خمسَ فصولٍ منها التي تستكمل قصّة آريا ستارك وسانسا ستارك وآريان مارتل وإيرون غريجوي، وهي حوالي 100 صفحة. وستُفتَتح الرواية من عندِ انتهاء الجُزء السابق، حيث قال مارتن أنها ستبدأ بمعركتين كبيرتين مبنيّة على أحداث رقصة مع التنانين ثُمّ تستكمل الأحداث بعدها. وبعدَ نَشر الجُزء الخامس أعلن مارتن أنه سَيعود للكتابة في يناير 2012. وقد قضى خلال تلك الفَترة بعمل جولاتٍ للكتاب وأكملَ كِتابةَ عالم الجليد والنار الذي يُعتبر بوّابةً لفهم عالمِ السلسلة، كما نَشرَ الجُزء الجديد من حكايا دنك وإيج.
في ديسمبر 2011، نَشر مارتن فصلاً من الرواية من وجهة نظر ثيون غريجوي. ثُم نُشِرت العديد من الفصول منذ ذلك الحين. وبحلول أكتوبر 2012 كان قد أتمّ كِتابةَ 400 صفحة. على الرغم من قوله أن 200 صفحة هي جاهزة والباقي يحتاج لمراجعة وتنقيح. وفي 2011 كذلك، أعطى مارتن لنفسه مهلة إنهائه خلال ثلاثِ سنوات. بيدَ أنّه قال أيضاً «سأنهيه عندما يتوجّب عليّ ذلك». وذكر أنّه كان مُتفائلاً جداً في الماضي، وبأنه لن يفصل الشخصيات بحسب مكانها الجُغرافي مرّة أخرى.
في 2015 كانت هناك دلائل تشير إلى أن الكتاب سينشر قبل الموسم السادس من المسلسل التلفزيوني، ولكن في أوائل يناير 2016 أكد مارتن أنه لم ينتهي من الكتاب بعد وبأنّه لم يُعطِ الناشرين أي موعدٍ للنشر. وأضاف أنه ما يزال هناك الكثير لم يكتبه، وأن الكتابة ستستغرق منه أشهراً عدّة هذا في حال كان مداوماً عليها. وكشف مارتن أن الموعد النهائي بالفعل كان في أكتوبر 2015 أو بنهاية 2015 على بأسوأ الأحوال بيد أنه لم يصدر بعد، وأضاف أن بعض القصص سيتم كشفها في المواسم اللاحقة من المسلسل التلفزيوني. وفي فبراير 2016، ذكر مارتن أنه أزاح عن نفسه جميع مشاريعه الأخرى، وأن لن يكتب أي قصص أو روايات قصيرة أو مسرحيات وحلقات تلفزيونية، وذلك للتركيز في كتابة الرواية.

#### حلم بالربيع
مارتن مُصرّ على أن السلسلة ستنتهي في الجزء السابع. وأوضح أنه إذا كان هناك احتمال بزيادة الأجزاء فلا مانع من ذلك، فهدفه الرئيسي هو أن يروي القصة من البداية للنهاية بغضّ النظر عن حجمها وعدد أجزاءها. وهو يَعرفُ نهاية القصّة بالفعل، ويأمل أن تكون النهاية مرضية كحال سيد الخواتم، وقد صرّح بأن بعض القُرّاء النبيهين قد وصل لنهاية القصّة وخمّن النهاية بشكل صحيح، وعلّقَ على ذلك قائلاً: ”هذه مُعضلة أزعجتني كثيراً، لأني أريد مُفاجئةَ القُرّاء. أكره هذا الشيء كقارئ لذلك لا أريد أن أكتب نهاية مُتوقّعة... الكثيرُ من القُرّاء قرأوا الروايات بتمعّنٍ شديد لدرجةِ أنهم خرجوا بنظرياتٍ كثيرة، بعض هذه النظريات كانت هراءاً ممتعاً، لكن بعضها كان على حق. قارئٌ واحد أو إثنين على الأقل قاموا بربطِ الإشارات التي وضعتها بدهاءٍ على مجرى الكتب الخمسة وخمنوا النهاية بشكل صحيح. إذاً ماذا أفعل؟ هل أغيرها؟ فكرتُ في الأمر مليّاً وخلصتُ إلى أن تغييرها سيكون كارثة، لأن الإشارات موجودة بالفعل. لا أستطيعُ أن أفعل ذلك، لذلك سأمضي قدماً فيها. بعض القُرّاء الذين لا يدخلون المنتديات الذين يوجد المئات والآلاف منهم سيفاجئون، والبعضُ الأخر سيقول: أرأيتم، لقد قلت لكم ذلك قبل 4 سنوات، أنا أذكى منكم!“ وأوضَح كذلك أنه لا يكتب الروايتين معاً كما يُشاع. 

### أعمال مبنيّة على السلسلة

#### روايات قصيرة
جُمعت عَدّة فصولٍ ذاتُ مسارٍ قصصيٍ واحد من السلسلة في روايةٍ قصيةٍ ونُشرت ما بينَ عامي 1996 و2003 وهي:
- دماءُ التنّين (يوليو 1996):[69] وهي تجميعٌ لفصول دنيرس في لعبة العروش.
- دربُ تنين (ديسمبر 2000):[70] تجميعٌ لفصول دنيرس في عاصفة من السيوف.
- أسلحة كراكن (مارس 2003):[71] تجميعٌ لفصول جُزر الحديد في وليمةٌ للغربان.

كما قد كَتَبَ مارتن ثلاث روايات قصيرة في عالمه الخيالي وقعت أحداثُها قبلَ تسعينَ سنةً من بداية أحداث السلسلة وسمّاها حكايا دنك وإج، وهذه الروايات ليس لها اتصال مُباشَر مع السلسلة بيدَ أنّه قد ذُكرت بعضُ شخصيّاتها في الجُزءِ الثاني والثالث. وأولى أجزائها حملَ عنوان الفارس الجوّال ونُشرَ في 1998، والثاني بعنوان سيف القسم ونُشرَ في 2003، أما الثالث نُشر في 2010 بعنوان الفارس الغامض. كما أن تلك الروايات متوفّرة كروايات مُصوّرة. وقد نَشَر مارتن كذلك رواية قصيرة ذات عنوان الأميرة والملكة وهي قصّة تقع في العالم الخيالي ذاته. وروايةً قصيرةً أخرى وهي الأمير المحتال وتُعتبر استكمالاً لما قبلها.

#### مسلسل تلفزيوني
بعد النجاح التي حقّقته سلسلة الروايات، بدأت الطلبات من المُنتجين والمخرجين بشراء حقوق الرواية، في النهاية في 2007 حصلت قناة اتش بي او على حقوق تحويل الروايات لمُسلسل تلفزيونيّ، وبُثّت أولى حلقاته في أبريل 2011. الموسم الأوّل مبنيّ على الجُزء الأوّل، والموسم الثاني مبنيّ على الجُزء الثاني. وحصل المُسلسل على 8 مواسم وعُرِضَ لأولِ مرّة على HBO في الولايات المتحدة في 17 أبريل 2011. وعَرِضَ حتّى الآن 8 مواسِم ووكان الموسم 8 هو اخرها، ولقد تم عرضه وانهاء المسلسل بخيبه امل للجماهير . وقد نَجحَ المسلسل نجاحاً باهِراً وأعجب المُشاهدينَ والنُقّادعلى حدٍ سواء. ورُشّح للكثير جدّاً من جوائز الإيمي والعديد من الجوائز الأُخرى.
بسبب عُمر مارتن الكبير، أخبر مُنتجي المُسلسل ديفيد بينوف ودانيال وايس الخطوط والنهايات العريضة لكلّ الشخصيات تَحسّباً إذا ما مات قبل إنهائها. وقد ذكرت صحيفة نيويورك تايمز في تقرير لها في 2011 أنّ جورج في حالةٍ صحيّة جيدة جدّاً. ونتجيةً لذلك بدأ المُسلسل بالانحراف عن مسارِ الرواية، وذلك بعد أن انتهت المادة الأصلية من سلسلة الروايات.

## الإلهام والكتابة

### النوع
أكثَر ما أثّر على جورج مارتن هي تلك الكتب التي قرأها في صِغَره. فيذكُر أنّه قرأ في شبابه لـِ لافكرافت وهوارد وهاينلاين وراسل وعظيموف وأندريه نورتون وفريتز ليبر وميرفين بيك. لم يقرأ مارتن نوعاً أدبيّاً مُعيّناً، فقد قرأ في الخيال العلمي والفانتازيا والرعب والتاريخ، وكنتيجةٍ لذلك كَتَب رواياتٍ تضمّنت تلك الأنواع. وهوَ يُصنّف سلسلته أغنية الجليد والنار بكونها «فنتازيا ملحميّة». أحد كُتّاب مارتن المُفضّلين هما تاد وليامز وجاك فانس. بيدَ أنّه لم يتأثّر بهما وكان أسلوبه مختلف تماماً.
كانت العصور الوسطى هي البيئة المناسبة للفانتازيا الملحميّة. حيثُ أن بيئة العصور الوسطى تُعتَبر جديدة للقارئ وتسمح بالمزيد من الخيال وتزيد من وتيرة التشويق والتعاطف والتفاعل مع الشخصيات. وقد عَلِم مارتن هذا فأنشأ عالمه الخاص ليكون شبيهاً بالعصور الوسطى حيثُ القيَم والأخلاق والشرف موجود، ولا سُلطَة للقانون، مع كثيرٍ من الحروب الدائرة من أجل العرش، وهكذا جَمع بين الواقعية والخيال حيثُ أضاف العنصُر السحريّ لعالمه. كما تجنّب مارتن خلقَ شخصيّات فيها خيرٌ مُطلق أو شرّ مُطلق وعدم إظهار شخصيّة ما بمظهر البطل أو الشرير، فلكل شخصيّة من شخصيّاته جانبٌ طيّب وجانب شرير.
استَهدَف مارتن في سلسلته الناضجين، حيثُ ناقَش محتوى خاص بالكِبار، كسفاح المحارم، والشذوذ الجنسي، واشتهاء الأطفال، والزنا، والاغتصاب. كما ناقَش عدداً من المواضيع عبر شخصيّاته كالأديان المتعددة، والإلحاد، ومكارم الأخلاق، والشرف، والخيانة، والبحث عن الهوية، والمساواة بين الرجل والمرأة، والسياسة والمجتمعات.

### عملية الكتابة
بعد أن قرّر مارتن كتابة قصةٍ فانتازية ملحميّة، كان يتوقّع أن يكتب 3 روايات كُل روايةٍ منها 800 صفحة تقريباً في المراحل الأولى من السلسلة. كما كان يتوقّع أنه سيُنهي السلسلة بانتهاء عقد التسعينات، ولكن مع تطوّر الأحداث وتعقّدها تبيّن له أنه سيستغرق وقتاً أطول في الكتابة. في عام 2000، خطّط مارتن بأن يأخُذ 18 شهراً ليُنهي فيها الرواية، وذلك بمعدّل جُزء لكلّ سنتين، حيثُ كان مُقرّراً أن الجزء الأخير سيصدر في وقت لاحق بعد 5 أو 6 سنوات. حالياً، مع التطور الكبير للسلسلة والتعقيد الذي طرأ عليها، قال مارتن في 2016 أنّه ما زال لديه جُزءين آخرين لكتابتهما، وأنه سيكون في مكتبه في سانتا فيه ليكون مُنغمساً في عالمه وكتابة بقيّة الأجزاء. في 2011، كان مارتن لا يزال يستخدم برنامج ووردستار على نظام الدوس. وهو يبدأ كُلّ يوم من العاشِرة صباحاً ليُراجِع ما كَتبه بيومِ أمس ويُدقّقه، ثُم يبدأ بكتابةِ الفصول الجديدة، وبعض الأحيان يقضي طول اليوم في الكتابة، والبعض الآخر يقضيها في التفكير وعصر أفكاره للكتابة.

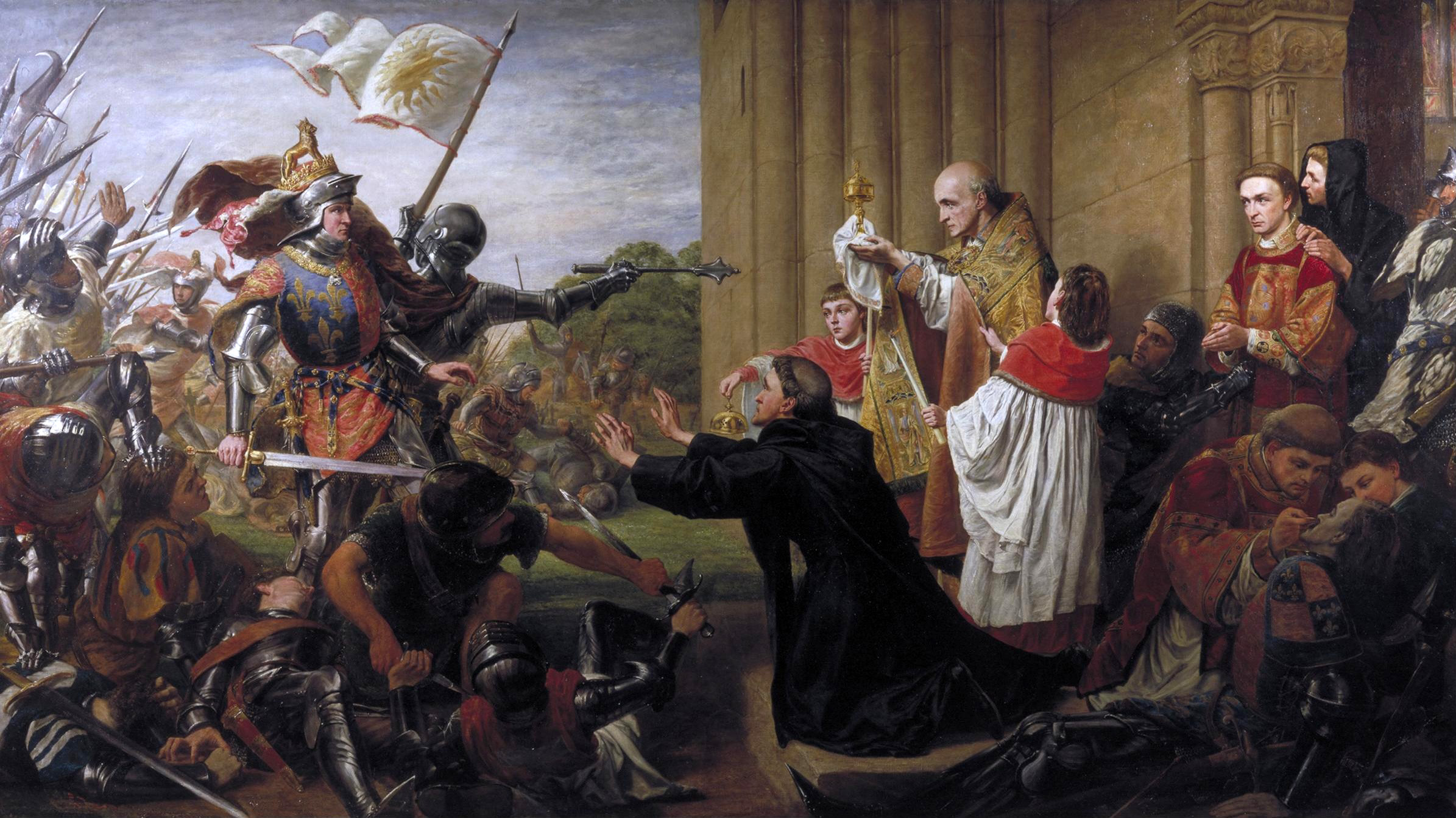
أغنية الجليد والنار اقتَبسَت جُزئياً حرب الوردتين، وهي حرب أهلية دارت معاركها على مدار ثلاثة عقود (1455م-1485م)، حول الأحق بكرسي العرش في إنجلترا بين أنصار كل من عائلة لانكاستر وعائلة يورك.

تقع أحداث السلسلة في عالمٍ خيالي، وكان تولكين مُلهمه الأول في هذا. وعلى عكس تولكين الذي أنشأ عالمه الخيالي الأرض الوسطى وميثيولوجيا ولغات وتاريخ خاص بهذا العالم قبل فترة طويلة من كتابة سيد الخواتم، فإن مارتن لم يشرح عالَمه في البداية، بل رسَمه في خيال القارئ ووصفه خلال فصول الروايات. وقد استلهم أحداث وتضاريس عالمه من أحداثٍ حقيقيّة، خاصّة الأحداث الغنيّة والحروب الكثيرة التي حدثت في فترة العصور الوسطى الأوروبية، وكأمريكي يتحدّث الإنجليزية فقط، فقد كان التاريخ البريطاني أكثَر ما جذبه وقرأ فيه واستلهم منه أحداثه. فمثلاً شخصيّتا نيد وروب ستارك في السلسلة ما هي إلّا إسقاط لشخصيتي ريتشارد يورك وابنه إدوارد الرابع، والملكة سيرسي في الروايات إسقاطٌ للملكة مارغريت أنجو وإليزابيث وودفيل وقد قرأ مارتن العديد من الموضوعات المتخصّصة في العصور الوسطى كالولائم والغذاء والملابس والعمارة والعادات والتقاليد، وذلك إذا ما احتاج شيئاً منها خلال كتابته فسيكون في متناول يده. وبشكل خاص، فقد تأثّرت السلسلة بـِ حرب المائة عام والحملات الصليبية وحرب الوردتين.

### هيكلية السرد
| الرواي            | الأول  | الثاني  | الثالث  | الرابع  | الخامس  | (السادس) | المجموع  |
| ----------------- | ------ | ------- | ------- | ------- | ------- | -------- | -------- |
| بران ستارك        | 7      | 7       | 4       | –       | 3       |          | 21       |
| كاتلين ستارك      | 11     | 7       | 7       | –       | –       |          | 25       |
| دنيرس تارجارين    | 10     | 5       | 6       | –       | 10      |          | 31       |
| نِد ستارك          | 15     | –       | –       | –       | –       |          | 15       |
| جون سنو           | 9      | 8       | 12      | –       | 13      |          | 42       |
| آريا ستارك        | 5      | 10      | 13      | 3       | 2       | ≥1       | 33       |
| تيريون لانستر     | 9      | 15      | 11      | –       | 12      | ≥2       | 47       |
| سانزا ستارك       | 6      | 8       | 7       | 3       | –       | ≥1       | 24       |
| دافوس سيوورث      | –      | 3       | 6       | –       | 4       |          | 13       |
| ثيون جرايجوي      | –      | 6       | –       | –       | 7       | ≥1       | 13       |
| جايمي لانستر      | –      | –       | 9       | 7       | 1       |          | 17       |
| سامويل تارلي      | –      | –       | 5       | 5       | –       |          | 10       |
| سيرسي لانستر      | –      | –       | –       | 10      | 2       |          | 12       |
| بريان التارثية    | –      | –       | –       | 8       | –       |          | 8        |
| آرون جرايجوي      | –      | –       | –       | 2       | –       | ≥1       | 2        |
| آريو هوتا         | –      | –       | –       | 1       | 1       | ≥1       | 2        |
| آشا جرايجوي       | –      | –       | –       | 1       | 3       |          | 4        |
| آريس أوكهارت      | –      | –       | –       | 1       | –       |          | 1        |
| فيكتاريون جرايجوي | –      | –       | –       | 2       | 2       | ≥1       | 4        |
| آريان مارتل       | –      | –       | –       | 2       | –       | ≥2       | 2        |
| كوينتن مارتل      | –      | –       | –       | –       | 4       |          | 4        |
| جون كوننجتون      | –      | –       | –       | –       | 2       |          | 2        |
| ميليساندر         | –      | –       | –       | –       | 1       |          | 1        |
| باريستان سلمي     | –      | –       | –       | –       | 4       | ≥2       | 4        |
| المقدمة/الخاتمة   | 1/–    | 1/–     | 1/1     | 1/–     | 1/1     | 1/       | 7        |
| مجموع الشخصيات    | 73 (9) | 70 (10) | 82 (12) | 46 (13) | 73 (18) | TBD      | 344 (31) |

تنقسم الكتب إلى عدّة فصول، كل فصل منها يتتبع وجهة نظر شخصيّة معيّنة في القصة ويُروى من منظور الشخص الثالث، وهي الطريقة التي يروي فيها مارتن جميع حكاياته والتي تعلّمها خلال دراسته. وبدأت الروايات بتسع شخصيّات فقط في لعبة العروش، وازدادت خلال السنوات اللاحقة لتصير 31 شخصيّة مختلفة في رقصة مع التنانين. وجهة النظر التي تظهر لمرّة واحدة فقط عادةً ما تكون فصل المقدمة أو الخاتمة.
على غرار سيد الخواتم، تبدأ القصّة بسرد حكاية مجموعةٍ صغيرة من الناس جميعهم في وينترفيل -باستثناء دنيرس- ثُمّ تأخذ كل شخصيّة مساراً مختلفاً لحكايتها. ثم تجتمع المحاور والشخصيّات الرئيسية مرّة أخرى، والتعقيد والصعوبة في جمع الشخصيّات مع بعضهم البعض هو ما أبطأ من كتابة مارتن. كان مارتن يكتب مجموعة فصول لشخصيّة مُعيّنة، ثم يعود ويكتب فصول لشخصيّةٍ أخرى، ثُم يعود من جديد لترتيب الفصول حسب سياقها الزمنيّ كُلّ في مكانه.

## وصلات خارجية
- أغنية الجليد والنار على موقع الموسوعة البريطانية (الإنجليزية)
- أغنية الجليد والنار على موقع ميوزك برينز (الإنجليزية)
- أغنية الجليد والنار على موقع ميوزك برينز (الإنجليزية)